# Ivan Cardoso
Ivan do Espírito Cardoso Filho (Rio de Janeiro, 1 d'octubre de 1952) és un cineasta  i fotògraf brasiler.
La carrera d'Ivan està relacionada amb el terme "terrir", que designa pel·lícules que barregen humor i terror, gènere del qual se'l considera un "mestre". Incorporant l'horror a les seves obres des de les seves primeres pel·lícules, l'inici de la seva filmografia està marcat per la realització de curtmetratges en format Super-8 i per la seva afiliació als moviments contracultural existents a Rio de Janeiro entre els anys 60 i 70.

## Filmografia

### Com a director
- 2020 - O Colírio do Corman me deixou Doido Demais (curtmetratge)
- 2014 - O Bacanal do Diabo e Outras Fitas Proibidas de Ivan Cardoso
- 2013 - Cobra de Vidro - cine clip das Vespas Mandarinas
- 2012 - Monstrilandia
- 2006 - Um Lobisomem na Amazónia (llargmetratge)
- 2006 - O Sarcófago Macabro (telefilm)
- 2005 - A Marca do Terrir (llargmetratge)
- 2004 - Heliorama (curtmetratge)
- 2004 - O ABC do Amor - uma cine-entrevista com Tim Maia (especial per televisió)
- 1999 - Sexo, Drogas e Rock 'n' Roll (curtmetratge)
- 1999 - Hi-Fi (curtmetratge)
- 1997 - À Meia Noite com Glauber Rocha (curtmetratge)
- 1994 - Fragmentos do Discurso Amoroso (curtmetratge)
- 1992 - Torquato Neto - O Anjo Torto da Tropicália (especial per televisió sobre el tropicalista Torquato Neto)
- 1990 - O Escorpião Escarlate (llargmetratge)
- 1986 - As Sete Vampiras (llargmetratge)
- 1985 - Os Bons Tempos Voltaram: Vamos Gozar Outra Vez (llargmetratge; episodi "Sábado Quente")
- 1982 - O Segredo da Múmia (llargmetratge)
- 1981 - Domingo de Ramos (curtmetratge)
- 1979 - H.O. (curtmetratge)
- 1978 - Dr. Dyonelio (curtmetratge)
- 1977 - O Universo de Mojica Marins (curtmetratge)
- 1974 - Moreira da Silva (curtmetratge)
- 1974 - Chuva de Brotos (curtmetratge)
- 1972 - A Múmia Volta a Atacar (curtmetratge)
- 1972 - Sentença de Deus (curtmetratge Super 8)
- 1971 - Gal Fa-Tal (curtmetratge)
- 1970 - Nosferatu no Brasil (curtmetratge Super 8)

### Com a actor
- 2020 - Ivan, o Terrirvel
- 2004 - Uma Estrela pra Ioiô
- 1995 - O Mandarim
- 1973 - O Rei do Baralho